# Manolache Costache Epureanu
Manolache Costache Epureanu (Bârlad, 22 de agosto de 1823 — Schlangenbad, Alemanha, 7 de setembro de 1880) foi um político romeno, que foi primeiro-ministro de seu país, representando o Partido Conservador, em dois curtos períodos, de 1 de maio a 26 de dezembro de 1870 e de 6 de maio a 5 de agosto de 1876.

## Biografia
Nasceu em Bârlad, na Moldávia, estudou em Heidelberg, Alemanha e voltou à Moldávia para participar do movimento revolucionário de 1848, fazendo parte do comitê ad hoc.
Em 1866, ele foi o presidente do conselho que decidiu convidar uma dinastia estrangeira para governar a Romênia. Em 1871, durante o governo conservador de Catargiu, Epureanu foi Ministro da Justiça entre outubro de 1872 e março de 1873. Ele então mudou para a oposição e em 1876, ele foi um primeiro-ministro liberal, mas depois mudou novamente para o Partido Conservador.
Ele publicou Chestia locuitorilor privită din punctul de vedere al Regulamentului organic (1866) e Despre pretinsa rescumpărare a căilor ferate (1879).
Ele morreu em Schlangenbad, Ducado de Nassau, que agora fica na Alemanha.